# Buck (televisieprogramma)
Buck is een komische televisieserie uit 2018 in regie van Douglas Boswell op de Vlaamse VRT-jongerenzender Ketnet.
De serie is een coming of age-verhaal over een onzekere puber, Elias, die vlucht in een computerspel met Buck als hoofdpersonage.

## Productie
De reeks werd in 2017 bedacht door de scenaristen van W817 en geproduceerd als een coproductie van Ketnet en Zodiak met steun van het Vlaams Audiovisueel Fonds (VAF). Bij de ontwikkeling van de televisieserie werd ook aandacht besteed aan duurzame ontwikkeling waarbij energie-, afval- en CO2-reductie werden gerealiseerd in het productieproces.
Samen met de reeks werd ook een gratis app uitgebracht voor tablet of smartphone met iOS of Android besturingssysteem. In de app "Buck The Game" moet de speler puzzels oplossen op de planeet Malmek in de Orion-academie met vrienden Jim en C2PE, een drone, om zo de geheimen van de planeet te ontdekken. De speler moet general Lankey en zijn Karpianen verslaan om leider van de Orion-academie te kunnen worden.
De serie, en Robbert Vervloet als een van de hoofdacteurs, werden genomineerd bij Het gala van de gouden K's 2019 maar konden hun nominatie niet verzilveren.

## Verhaal
Wanneer Elias verhuist naar een nieuw huis slaat de bliksem daar in, en zonder dat iemand het door heeft sluipt Buck, het hoofdpersonage van Elias zijn lievelingsgame, rond in hun huis. 
Elias gaat ook naar een nieuwe school, waar hij onder meer Mona, Stan en Dylan leert kennen. Op Mona wordt hij verliefd, met Stan wordt hij bevriend maar Dylan blijkt een verschrikkelijke pestkop.
Elias woont samen met zijn twee oudere zussen Hanne en Laura en zijn mama Katrien want zijn papa is gestorven op missie.

## Rolverdeling
- Buck: Robbert Vervloet
- Elias: Bram Spooren
- Katrien: Ini Massez
- Hanne: Ina De Winne
- Laura: Tine Roggeman
- Mona: Annabet Ampofo
- Stan: Leonard Santos
- Dylan: Nathan Gybels